# Croydon Challenger 1990
Il Croydon Challenger 1990 è stato un torneo di tennis facente parte della categoria ATP Challenger Series nell'ambito dell'ATP Challenger Series 1990. Il montepremi del torneo era di $42 500 ed esso si è svolto nella settimana tra il 12 febbraio e il 18 febbraio 1990 su campi indoor in sintetico. Il torneo si è giocato nella città di Croydon in Gran Bretagna.

## Vincitori

### Singolare
Christian Saceanu ha sconfitto in finale  Udo Riglewski con il punteggio di 6–3, 6–0.

### Doppio
Andrew Castle /  Olivier Delaître hanno sconfitto in finale  Nick Brown /  Nicholas Fulwood con il punteggio di 6–2, 5–7, 6–0.